# Lega calcistica della Corea del Nord
La Lega calcistica della Corea del Nord, ufficialmente Lega calcistica della Repubblica Popolare Democratica di Corea (in coreano 조선민주주의인민공화국 축구 리그?), è la massima divisione del campionato nordcoreano di calcio e la principale competizione calcistica della Corea del Nord.
La squadra più titolata è l'April 25, vincitore di 21 titoli.

## Storia
Il campionato venne istituito nel 1960; tuttavia, per via del regime dittatoriale del Paese, non si hanno informazioni sulle prime edizioni e i vincenti del titolo sono noti solo a partire dal 1985.
La massima serie ha assunto il nome attuale a partire dalla stagione 2017-2018. Dal 2019-2020 comprende 12 club, che si affrontano in un girone all'italiana in partite di andata e ritorno.

## Squadre
Stagione 2019-2020.
| Squadra         | Città     | Stadio                           | Affiliazione                                 |
| --------------- | --------- | -------------------------------- | -------------------------------------------- |
| Amnokkang       | Pyongyang | Stadio Yanggakdo                 | Ministero della sicurezza popolare           |
| April 25        | Pyongyang | Stadio Yanggakdo                 | Forze armate nordcoreane                     |
| Hwaebul         | Pochŏn    | Stadio Hwaebul                   | Lega della Gioventù Socialista Patriottica   |
| Jebi            | Pyongyang | Stadio municipale di Pyongyang   | Aeronautica Militare nordcoreana             |
| Kigwancha       | Sinŭiju   | Stadio Sinuiju                   | Ferrovie di stato della Corea del Nord       |
| Kyonggongopsong | Pyongyang | Stadio municipale di Pyongyang   | Ministero dell'industria leggera             |
| Pyongyang       | Pyongyang | Stadio Kim Il-sung               | Partito del Lavoro di Corea                  |
| Rimyongsu       | Sariwon   | Stadio della gioventù di Sariwon | Ministero della sicurezza popolare           |
| Ryŏmyŏng        | Pyongyang | Stadio Kim Il-sung               | Forze armate nordcoreane                     |
| Sobaeksu        | Pyongyang | Stadio Yanggakdo                 | Forze armate nordcoreane                     |
| Sŏnbong         | Rasŏn     | Stadio Rajin                     | Guardia rossa dei lavoratori e dei contadini |
| Wŏlmido         | Kimch'aek | Stadio municipale di Kimch'aek   | Ministero della cultura e delle belle arti   |

## Albo d'oro
- 1960-1984: sconosciuto
- 1985:  April 25
- 1986:  April 25
- 1987:  April 25
- 1988:  April 25
- 1989:  Jadongcha
- 1990:  April 25
- 1991:  Pyongyang
- 1992:  April 25
- 1993:  April 25
- 1994:  April 25
- 1995:  April 25
- 1996:  Kigwancha
- 1997:  Kigwancha
- 1998:  Kigwancha
- 1999:  Kigwancha
- 2000:  Kigwancha
- 2001:  Amnokgang
- 2002:  April 25
- 2003:  April 25
- 2004:  Pyongyang
- 2005:  Pyongyang
- 2006:  Amnokgang
- 2007:  Pyongyang
- 2008:  Amnokgang
- 2009:  Pyongyang
- 2010:  April 25
- 2011:  April 25
- 2012:  April 25
- 2013:  April 25
- 2014:  Hwaebul
- 2015:  April 25
- 2016:  Kigwancha
- 2017:  April 25
- 2017-2018:  April 25
- 2018-2019:  April 25
- 2019-2020: non terminato[1]
- 2020-2021:  Ryomyong
- 2021-2022:  April 25
- 2022-2023:  April 25
- 2023-2024:  Ryomyong

## Vittorie per squadra
| Società   | Vittorie | Anni |
| --------- | -------- | --- |
| April 25  | 21       | 1985, 1986, 1987, 1988, 1990, 1992, 1993, 1994, 1995, 2002, 2003, 2010, 2011, 2012, 2013, 2015, 2017, 2017-2018, 2018-2019, 2021-2022, 2022-2023 |
| Kigwancha | 6        | 1996, 1997, 1998, 1999, 2000, 2016 |
| Pyongyang | 5        | 1991, 2004, 2005, 2007, 2009 |
| Amnokgang | 3        | 2001, 2006, 2008 |
| Ryomyong  | 2        | 2020-2021, 2023-2024 |
| Hwaebul   | 1        | 2014 |
| Jadongcha | 1        | 1989 |